# Каспарян Юрій Дмитрович
Ю́рій (Гео́ргій) Дми́трович Каспаря́н (24 червня 1963, Сімферополь) - радянський та російський гітарист, колишній учасник гуртів "Кино", "Поп-механика", та гурту "Ю-Питер". Нині грає з симфонічним оркестром, під назвою "Симфонічне Кіно". Виступав в окупованому Криму.

## Біографія
Юрій Каспарян народився 24 червня 1963 у Сімферополі у сім'ї ентомолога. У 1970-77 навчався у дитячій музичній школі (клас віолончелі) у місті Пушкін. У дев'ятнадцятирічному віці, у 1981-82 почав грати у гурті "Кино", до складу якого входили Максим Пашков, Віктор Цой та Олексій Рибін (на прізвисько "Риба"). Пізніше самостійно опанував гітару, після чого почав відвідувати джазову школу. Через деякий час потоваришував з лідером гурту "Кино" Віктором Цоєм та став постійним учасником групи, попри те, що не дуже добре володів гітарою. 
З 1984 регулярно брав участь у концертах та записах гурту "Поп-механика", а у 1989 взяв участь у створенні дебютного альбому гурту "Петля Нестерова" "Кто Здесь?". У 1990-х записував інтелектуальну музику, крім цього експериментував з поєднаннями концептуального формату з поп- та рок-музикою. На початку 1990-х співпрацював з музичною групою "Поп-механика", а також з мистецькою групою "Атриум драконовы ключи", керівниками якої є Сергій де Рокомболь та Анна Ніколаєва. 
У 1991 Каспарян створив першу музичну інтерпретацію базової концептуальної розробки цієї арт-групи під назвою "Атриум - Алфавита", яка в цьому ж році була представлена на першій радянсько-американській конференції з трансперсональної психології. У 1996 відновив музичну діяльність - записав інструментальний альбом "Драконовы ключи", після чого розпочав співпрацю з В'ячеславом Бутусовим, з яким познайомився ще у 1980-х на рок-концерті у місті Свердловськ. 
У 1997 вони разом із Сергієм де Рокомболем записали свій перший альбом під назвою "Незаконнорожденный или алькхимик доктор Фауст - пернатый змей". Влітку 1998 Каспарян відіграв ряд концертів разом з іншим колишнім учасником гурту "Кіно" - Олексієм Рибіним. У 1999 - 2001 працював над своїм другим соло-альбомом, а у 2000 разом з Бутусовим записав концерт де Рокомболя під назвою "Звездный падл". 
У вересні 2001 Каспарян був запрошений до нової групи В'ячеслава Бутусова - "Ю-Питер", у її складі активно гастролює починаючи з 2002. 

### Прихід до гурту «Кіно»
До початку 1980-х Юрій Каспарян повністю сформувався як індивідуально мислячий музикант, крім цього він мав власну манеру гри. У 1982 за сприяння свого друга Максима Пашкова почав відвідувати репетиції групи "Кино", у якій грав спочатку на віолончелі, пізніше - на гітарі. Після цього Каспарян, будучи другом Віктора Цоя, залишався у постійному складі гурту до моменту його розпаду у 1990. 
Незважаючи на те, що в ті часи Каспарян не дуже добре грав на гітарі, Цой особисто захищав музиканта, оскільки був впевнений у його людських якостях. Колеги Каспаряна, які спочатку зневажливо ставилися до нього, згодом визнали його талант та особисті якості.
Разом з іншими музикантами "Кино" записав вісім альбомів - "46", "Ночь", "Начальник Камчатки", "Это Не Любовь", "Группа Крови", "Звезда По Имени Солнце", "Последний герой", "Черный альбом".

## Особисте життя
З 1987 по 1990 був одружений з американською співачкою Джоанною Стінґрей. У 1991 прийняв хрещення, після чого отримав ім'я Георгій.